# Richard Lewis (humorista)
Richard Philip Lewis (Brooklyn, New York, 1947. június 29. – Los Angeles, Kalifornia, 2024. február 27.) amerikai humorista, színész és producer. Az 1980-as években vált híressé sötét, neurotikus, önostorozó stand up-számairól. Színészként Jamie Lee Curtis partnere volt az "Anything But Love" című sorozatban. Ő alakította János herceget a "Robin Hood, a fuszeklik fejedelme" című filmben, saját magának fiktív változatát pedig a "Félig üres" című sorozatban.

## Pályafutása
Brooklynban született, majd a New Jersey állambeli Englewood városában nőtt fel. Zsidó családba született, de nem voltak kimondottan vallásosak. Apja az Ambassador Caterers nevű catering-vállalkozás helybeli társtulajdonosa volt, anyja pedig színésznő. Lewis volt a három gyerek közül a legfiatalabb, bátyja 6, nővére 9 évvel volt idősebb nála. Mivel az apjának rengeteg volt a munkája, testvérei pedig korán elköltöztek otthonról, Lewis az anyjával maradt, akivel nem jött ki jól. Egy 2014-es interjúban elmondta, hogy úgy érezte, mintha a megszületését hibaként kezelte volna.
Az iskolában Lewis volt az osztály bohóca és sokszor keveredett bajba.1965-ben végezte el a Dwight Morrow Középiskolát, majd az Ohio Állami Egyetemen diplomázott marketing szakon.
Először 1971-ben állt ki stand up-műsorral Greenwich Village-ben. Egy évvel később kezdte el írni első saját műsorszámait, miközben egy reklámcégnek dolgozott segédíróként. David Brenner komikus fedezte fel, ő vitte őt el Los Angeles különféle klubjaiba fellépni, valamint az első fellépését is ő intézte el a The Tonight Show-ban. A hetvenes évek közepére állandó fellépője lett a műsornak, és a New York Daily News valamint a New York Magazine a feltörekvő új humorista-generáció üdvöskéjének tartotta, Robert Klein, Lily Tomlin, Richard Pryor, George Carlin, Andy Kaufman, Richard Belzer és Elayne Boosler mellett.
Lewis híres volt előadásai során a sötét humoráról, melyben saját magát ostorozta, valamint őszintén beszélt neurózisáról, alkohol- és drogfüggőségéről. Előadásai során szinte mindig fekete ruhában lépett fel, és széles mozdulatokkal gesztikulált. Korai éveiben híres volt arról is, hogy hatalmas papírszeletekre írta fel a témákat, amikről beszélni akart, és azokkal teleragasztgatta a padlót.
A filmvásznon 1979-ben mutatkozott be, ahol egy önmagához hasonló karaktert alakított az NBC "Diary of a Young Comic" című tévéfilmjében, melynek társ-forgatókönyvírója is volt.
Az 1980-as években lett igazán ismert, amikor számos showműsorban szerepelt: a The Tonight Show mellett ilyen volt a Late Night és a Late Show With David Letterman, valamint a The Howard Stern Show. Saját műsorait is bemutatták: a Showtime 1985-ben vetítette az "I'm In Pain" című estjét, amelyet az "I'm Exhausted" (1988) az "I'm Doomed" (1990), és a "Richard Lewis: The Magical Misery Tour" (1997) követett az HBO-n. 1988 és 1992 között Jaime Lee Curtis partnere volt az "Anything But Love" című szitkomban, és szerepelt kapott még két hasonló, rövid életű műsorban: a "Daddy Dearest"-ben 1993-ban, valamint a "Hiller and Diller"-ben 1997-ben. 1993-ban eljátszhatta János herceget a "Robin Hood, a fuszeklik fejedelme" című vígjátékban, 1995-ben pedig a "Piások" című dráma főszereplője volt. Mellékszereplő volt a "Las Vegas, végállomás"-ban és a "Pancsolj, pancser!"-ben.
A 2000-es években visszatérő szerepe volt a "Vágyrajárók"-ban, ahol egy B-kategóriás filmproducert alakított, továbbá szerepet kapott a "Hetedik mennyország" című sorozatban is, ahol Richard Glass rabbit alakította. Visszatérő szereplője volt a huszonöt éven keresztül vetített "Félig üres" című komédiasorozatnak, amelyben önmaga fiktív változatát játszotta. Az utóbbit jegyző Larry Davidet 12 éves kora óta ismeri, egy nyári táborból, bár ekkor saját bevallása szerint még utálták egymást. Mindössze három nap különbséggel születtek ugyanabban a kórházban, és mindketten a stand up világába kerültek, ekkor lettek barátok.

## Elismerései
A GQ magazin szerepeltette Lewist a XX. század legbefolyásosabb humoristáit megnevező listáján. A Comedy Central minden idők legjobb humoristáinak listáján a 45. helyre tette őt.
2006-ban a The Yale Book of Quotations című kiadványban neki tulajdonították "A poklok akármije" frázist ("a poklok éjszakája, "a poklok randevúja" stb.). Lewis korábban kérvényezte, hogy a Bartlett's idézetgyűjteményben is szerepeljen ez, ami a "Félig üres" "A poklok dadusa" című epizódjában feldolgozásra is került. A kérvényt ekkor elutasították, mert hiába csatoltak be videós bizonyítékokat, Justin Kaplan főszerkesztő szerint a kifejezés már korábban használatban volt. Lewis szerint azonban közhasználatba a David Letterman műsorában történő vendégeskedését követően került.

## Magánélete
Lewis 1998-ban találkozott Joyce Lapinskyvel egy Ringo Starr-albummegjelenési partin, aki egy zenekiadónál dolgozott. A pár 2004-ben eljegyezte egymást, a következő évben pedig összeházasodtak.
Műsoraiban kiemelten szerepelt saját küzdelme depressziójával és szorongásával, illetve hogy terápiára jár. Interjúiban azt is elismerte, hogy étkezési problémái voltak testképzavara miatt. Arról is sokszor beszélt, hogy alkohol- illetve drogfüggő volt (kokaint és metamfetamint is fogyasztott). Függősége a kilencvenes évek elején fajult el, 1991 és 1994 között nem is állt színpadra emiatt. Egy 1995-ös interjúban elmondta, hogy John Candy halála volt az, ami kimozdította az állapotából (mindketten főszereplői voltak az "Elég a vadnyugatból!" című vígjátéknak). Később ezt kiegészítette azzal, hogy abban az évben ő maga is kórházba került kokain-túladagolás miatt.
2000-ben kiadott, "The Other Great Depression" című önéletrajzi kötetét 2008-ban újra megjelentette egy utószóval. 2015-ben "Reflections From Hell: Richard Lewis' Guide on How Not to Live" címmel jelent meg második könyve, amelyben humoros egysorosokkal kommentálja az életet, képekkel illusztrálva.
Idős korára több műtéten is átesett. 2016-ban eltörte a jobb karját, amikor leesett a tetőjéről. 2019-ben hátfájdalmai miatt kellett megműteni, majd 2020-ban összezúzta a vállát is, ami újabb műtéttel járt együtt. Ugyanebben az évben jelentette be, hogy a "Félig üres" forgatása során elviselhetetlen fájdalmak kínozták, ezért a 11. évadban csak egyetlen epizódban jelenik meg. 2023-ban bejelentette, hogy két évvel korábban Parkinson-kórral diagnosztizálták, ezért felhagyott a stand up-fellépésekkel, és ezután írói és színészi munkáira helyezte a hangsúlyt.
Lewis 2024. február 27-én halt meg, szívroham következtében.

## Szerepei

### Film
| Év   | Cím                               | Szerep          | Magyar hang                               |
| ---- | --------------------------------- | --------------- | ----------------------------------------- |
| 1988 | A legutolsó cserkész              | Richard         | Kassai Károly                             |
| 1989 | That's Adequate                   | Pimples Lapedes |                                           |
| 1992 | Volt egyszer egy gyilkosság       | Julian Peters   | Dörner György Kerekes József Tokaji Csaba |
| 1993 | Robin Hood, a fuszeklik fejedelme | János herceg    | Reviczky Gábor                            |
| 1994 | Elég a vadnyugatból!              | Phil Taylor     | Csuja Imre                                |
| 1995 | Piások                            | Jim             |                                           |
| 1995 | Las Vegas, végállomás             | Peter           | Bognár Zsolt                              |
| 1996 | The Elevator                      | Phil Milowski   |                                           |
| 1996 | Vidéki vakáció                    | Bobby Stein     | Forgács Péter                             |
| 1997 | Pancsolj, pancser!                | Chick Chicalini | Kulka János                               |
| 1997 | The Maze                          | Markov          |                                           |
| 1999 | Game Day                          | Steve Adler     |                                           |
| 2005 | Sledge: The Untold Story          | önmaga          |                                           |
| 2012 | Vámpírcsajok                      | Danny           | Háda János Rosta Sándor                   |
| 2014 | Megőrjít a csaj                   | Al Finkelstein  | Jakab Csaba                               |
| 2017 | Sandy Wexler                      | Testimonial     |                                           |
| 2018 | The Great Buster: A Celebration   | önmaga          |                                           |

### Televízió
| Év        | Cím                                               | Szerep                         | Megjegyzés     |
| --------- | ------------------------------------------------- | ------------------------------ | -------------- |
| 1974–1992 | The Tonight Show Starring Johnny Carson           | önmaga                         | 22 epizód      |
| 1979      | Diary of a Young Comic                            | Billy Goldstein                | TV-film        |
| 1980      | House Calls                                       | Dr. Leon Prometheus            | 1 epizód       |
| 1982–1993 | Late Night with David Letterman                   | önmaga                         | 48 epizód      |
| 1985      | Temporary Insanity                                | fellépő                        | TV-film        |
| 1986      | Riptide                                           | Andrew Fitzsimmons Carlton III | 1 epizód       |
| 1987      | Harry                                             | Richard Breskin                | 7 epizód       |
| 1987      | CBS Summer Playhouse                              | Joey                           | 1 epizód       |
| 1988      | Tattingers                                        | Longo                          | 1 epizód       |
| 1989–1992 | Anything but Love                                 | Marty Gold                     | 56 epizód      |
| 1992      | The Danger of Love                                | Edward Sanders                 | TV-film        |
| 1993      | Daddy Dearest                                     | Steven Mitchell                | 13 epizód      |
| 1993      | TriBeCa                                           | Joseph                         | 1 epizód       |
| 1993      | The Larry Sanders Show                            | önmaga                         | 1 epizód       |
| 1993–2008 | Late Show with David Letterman                    | önmaga                         | 9 epizód       |
| 1994      | Mesék a kriptából                                 | Vern                           | 1 epizód       |
| 1995–2008 | Late Night with Conan O'Brien                     | önmaga                         | 12 epizód      |
| 1995      | A.J.'s Time Travelers                             | Edgar Allan Poe                | 1 epizód       |
| 1996      | A Weekend in the Country                          | Bobby Stein                    | TV-film        |
| 1996      | Nichols and May: Take Two                         | önmaga                         | dokumentumfilm |
| 1996–2015 | The Daily Show                                    | önmaga                         | 16 epizód      |
| 1997      | Happily Ever After: Fairy Tales for Every Child   | öreg koldus                    | 1 epizód       |
| 1997      | Dr. Katz, Professional Therapist                  | Richard                        | 1 epizód       |
| 1997–1998 | Hiller and Diller                                 | Neil Diller                    | 13 epizód      |
| 1998      | Vágyrajárók                                       | Harve Schwartz                 | 6 epizód       |
| 1999      | Herkules                                          | Neurosis                       | 1 epizód       |
| 1999      | V.I.P. - Több, mint testőr                        | Ronald Zane                    | 1 epizód       |
| 1999      | Larry David: Curb Your Enthusiasm                 | önmaga                         | TV-film        |
| 2000–2024 | Félig üres                                        | önmaga                         | 41 epizód      |
| 2002      | Presidio Med                                      | Francis Weinod                 | 1 epizód       |
| 2002–2004 | Hetedik mennyország                               | Richard Glass rabbi            | 9 epizód       |
| 2003      | Alias                                             | Mitchell Yaeger                | 1 epizód       |
| 2004      | Két pasi - meg egy kicsi                          | Stan                           | 1 epizód       |
| 2004      | A holtsáv                                         | Jack Jericho                   | 1 epizód       |
| 2005      | Las Vegas                                         | Stan                           | 1 epizód       |
| 2005      | George Lopez                                      | Phillip Nickleson              | 1 epizód       |
| 2006      | A Simpson család                                  | Gólem                          | 1 epizód       |
| 2006      | Mindenki utálja Christ                            | Kris                           | 1 epizód       |
| 2007      | Mr. Warmth: The Don Rickles Project               | önmaga                         | dokumentumfilm |
| 2008      | Különleges ügyosztály                             | Larry                          | 1 epizód       |
| 2009      | The Cleaner - A független                         | Henry                          | 1 epizód       |
| 2009–2010 | Míg a halál el nem választ                        | Miles Tunnicliff               | 3 epizód       |
| 2010      | Halálosan komolytalan                             | Shades                         | 1 epizód       |
| 2011      | Lewis on Film: The Oscar Edition                  | fellépő                        | rövidfilm      |
| 2011      | Pound Puppies - Kutyakölyköt minden kiskölyöknek! | Buddy                          | 1 epizód       |
| 2013      | Mel Brooks: Make Some Noise                       | önmaga                         | dokumentumfilm |
| 2015      | Blunt Talk                                        | Dr. Weiss                      | 6 epizód       |
| 2016      | Vészhelyzet: Los Angeles                          | Stewart Gough                  | 1 epizód       |
| 2018      | BoJack Horseman                                   | Ziggy Abler                    | 1 epizód       |

## További információ
- Hivatalos oldal
- Richard Lewis a Facebookon
- Richard Lewis a PORT.hu-n (magyarul)
- Richard Lewis az Internetes Szinkronadatbázisban (magyarul)
- Richard Lewis az Internet Movie Database-ben (angolul)